# 砂原良徳
砂原 良徳（すなはら よしのり、1969年9月13日 - ）は、日本のテクノミュージシャン、マスタリング・エンジニア。1991年から1999年まで電気グルーヴのメンバーとして活動。「日本プロ音楽録音賞」ベストパフォーマー賞受賞者。2022年よりTESTSETのメンバーとしても活動中。愛称は「まりん」。

## 略歴
北海道札幌市豊平区出身。小学4年の時、地元のロボット展示会で耳にしたYMOの『中国女』が、自らの音楽的な出発点だという。中学生でシンセサイザーを始め、YMOやクラフトワークなどの、テクノポップ・ニューウェーブの影響を強く受ける。
1991年、平沢進のコンサートツアー「ヴァーチュアル・ラビット・ツアー」でのサポートメンバーを経て平沢から解凍後のP-MODELへ加入の打診を受けるが、かねてから交流のあった石野卓球へ1991年春に渡したデモテープをきっかけにCMJK脱退後の電気グルーヴへ同年夏にメンバーとして加入。8年間の活動後、フランスで開催された音楽ビジネスの国際見本市「MIDEM」でのライヴを最後に1999年4月2日付で正式に脱退。
本格的な本人名義によるソロ活動は1995年から。ソロデビュー作『CROSSOVER』ではアナログシンセの使用を制限し、サンプリング主体によるモンド・ラウンジ路線の作品を発表し大きな話題を集めた。その傾向は電気グルーヴ本体の活動にも影響を与えている。
バンド脱退後に発表したアルバム『LOVEBEAT』ではよりシンプルなエレクトロニック・サウンドへと進化。日本国内のみならずドイツのBungalowレーベルから全アルバムがリリースされている。その一方、SUPERCARやACOなど他アーティストのプロデュースでも活躍中。リミキサーとしてはYMO、テイ・トウワ（TOWA TEI）、リップスライム、Fantastic Plastic Machine、福富幸宏、高橋幸宏、ピチカートファイヴ、GREAT3、コーネリアス、テレックス、森若香織、李博士、矢野顕子、Coldcut、DE DE MOUSE、フルカワミキ、サカナクション、土岐麻子、東京事変、椎名林檎など多数の作品を手掛ける。
小山田圭吾とは1990年代後半より親交が深い。リミックス以外で表立った共演はなかったが、2010年に小山田のアルバム『FANTASMA』のリマスターを担当した。
2014年から、高橋幸宏、小山田圭吾、テイ・トウワ、ゴンドウトモヒコ、LEO今井らと共にMETAFIVEのメンバーとしても活動している。
2021年、8月20日に相対性理論のギタリストの永井聖一と、GREAT3のドラマーにして高橋幸宏とLEO今井とも縁が深い白根賢一をサポートメンバーに迎え、『METAFIVE(砂原良徳×LEO今井)』でフジロックフェスティバル'21のホワイトステージに出演。
同年の8月22日にはフジロック'21のセトリ最後の出演者として『砂原良徳』名義でレッドマーキーステージにて公演。
2022年2月より、フジロック'21特別編成版のMETAFIVEを『TESTSET(砂原良徳×LEO今井×白根賢一×永井聖一)』と命名し、メンバーの一員として活動を開始。
同年12月6日、『LOVEBEAT 2021 Optimized Re-Master』の360 Reality Audio版の中から「LOVEBEAT」が「日本プロ音楽録音賞」ベストパフォーマー賞を受賞。

## エピソード
クイズ番組『カルトQ』のYMO特集で優勝している。序盤は苦戦するも、点数がランクアップする問題に差しかかると正解を連発。他の回答者をごぼう抜きにし、最終問題の段階で既に優勝を確定させる点数を獲得した。

## 作品

### ソロ活動

#### シングル
- 708090 - 1998年11月11日
- subliminal - 2010年7月28日

#### シングル(アナログ)
- MFRFM - 1996年
- TOKYO UNDERGROUND AIRPORT - 1998年

2ndアルバム『TAKE OFF AND LANDING』の予告編という扱いだが、実際は同作冒頭に登場する『新宿都庁跡の地下に建てられた架空の空港』のノベルティとして製作された港内案内レコードという設定で、音楽作品というよりもSF作品と呼べる内容。豪華なブックレットとステッカー（実在の航空会社のロゴ）のついたピクチャー盤。全体のデザインも含め、常盤響とのコラボレーション作という趣が強い。砂原自身「こういうものが欲しかった」という物欲を満たすために製作したと発言し、半ばコスト度外視で、極少数のみリリースされた貴重な一枚。B面にはアルバム「CROSSOVER」のダイジェスト・カットアップを収録。
- JOURNEY BEYOND THE STARS - 1998年
- CRIPPER'S DISCOTIQUE BREAK - 1999年

ドイツの音楽レーベルBungalow(バンガロウ)からのリリース。サンプリングの権利関係で、現在は『hypnotize』というタイトルでカヴァー扱いとなった。
- LOVE BEAT - 1999年

ドイツBungalowからのリリース。2001年リリースのアルバム『LOVEBEAT』収録の表題曲とは同名異曲で、日本盤には未収録。電気グルーヴ脱退後初のリリースとなりファンの話題をあつめたが、実際には電気グルーヴ在籍時にとあるファッションショーのために書き下ろされた曲が後になってリリースされたものである。
- LOVEBEAT - 2002年

ドイツBungalowからのリリース。12インチシングル盤。ドイツにおいてはアルバム『LOVEBEAT』(日本盤は2001年、ドイツ盤は2002年リリース)に先行する形で発売された。A面にはアルバム『LOVEBEAT』表題曲の長尺版「Lovebeat (Not Space) - Deep And Long」を、B面には同アルバムより「In And Out」・「Balance」をそれぞれ収録している。

### ユニット

#### ステレオタイプ(佐藤大とのユニット)によるもの
- 人間みな兄弟　小林亜星CM集 - 1993年
- エレクトレース パルスマン - 1994年

#### MIDNIGHT BOWLERS(常盤響とのユニット)によるもの
- LIMITED EDITION NOT FOR SALE - 1995年
- 1996〜1998 - 2000年

#### FROM TIME TO TIME (田中純とのユニット)によるもの
- BEAT BOX 1995年
- FROM TOP TO TOE 1995年

#### ゲームミュージック
- ギャラクシーフォースII（1991年／メガドライブ版／CSK総合研究所） - 編曲・プログラミング　※ペンネームの１つ「SUNAHARA YOSHITOKU」名義での参加
- ギャラクシーフォースII（1991年／FM TOWNS版／CSK総合研究所）- 効果音、MAP、アルゴリズムデザイン
- ジェリーボーイ2（1994年／スーパーファミコン版／ゲームフリーク）- 作曲 ※開発中止により未発売

#### 劇伴
- 2009年 ノーボーイズ,ノークライ

サウンドトラック担当。
- 2013年 ノーコン・キッド 〜ぼくらのゲーム史〜

テレビドラマの劇伴を担当。同番組のDVD・Blu-rayボックスには、オリジナルサウンドトラックCDを同梱。また、砂原は第6話にカメオ出演している。
- 2014年 YKK presents FASTENING DAYS 1-4

サウンドトラック担当。
- 2025年 NHKスペシャル オウム真理教 狂気の“11月戦争”

音楽担当。

## 機材遍歴
- AKAI X-7000
- AKAI s-1000
- AKAI s-3200
- AKAI s-6000
- ARMEN 1200 Sound
- ARP Odyssey
- ARP 2600
- CASIO CZ-5000
- CASIO RZ-1
- Casio VZ-1
- Clavia nord lead
- Clavia nord lead 3
- Dave Smith Instruments Prophet-08
- E-MU Vintage Keys
- KAWAI XD-5
- KORG DDM-110
- KORG VC-10
- KORG MS-20
- KORG MS-10
- KORG M1r
- KORG DVP-1
- KORG DSM-1
- KORG MS2000
- KORG TR-Rack
- KORG TRITON-Rack
- KORG r3
- KORG Minilogue
- KORG Minilogue XD
- Moog Micro Moog
- Moog Mini Moog
- Nektar PANORAMA P4
- Nektar PANORAMA T4
- QUASIMIDI QUASAR
- Roland Juno-106
- Roland MC-50
- Roland S-330
- Roland Jupiter-8
- Roland MC-202
- Roland SH-2
- Roland VP-330
- Roland TB-303
- Roland TR-606
- Roland TR-909
- Roland TR-808
- Roland JV-1080
- Roland XV-3080
- SEQUENTIAL CIRCUITS Prophet-600
- SEQUENTIAL CIRCUITS Prophet-5
- YAMAHA Reface CS
- YAMAHA 02R
- YAMAHA 01v/96

- Opcode Vision
- Apple Logic
- Steinberg Cubase
- Presonus studio one

### 音楽配信
- 砂原良徳 - mora
- 砂原良徳 - YouTube Music チャンネル
- 砂原良徳 - Spotify
- 砂原良徳 - Apple Music

### インタビュー記事
- PUBLIC-IMAGE.ORG インタビュー(いしわたり淳治＆砂原良徳)
- PUBLIC-IMAGE.ORG インタビュー
- 音楽は人を変えられる 砂原良徳インタビュー（11年4月1日 CINRA.NET掲載）
- 砂原良徳｜PreSonus Studio Oneユーザーストーリー